# Dimetilcarbonato
Il dimetilcarbonato (sigla: DMC) è l'estere metilico dell'acido carbonico (HO−CO−OH) e deriva da quest'ultimo per sostituzione formale degli idrogeni acidi con altrettanti metili; la sua formula semistrutturale è quindi CH3O−CO−OCH3, o anche (MeO)2C=O.
In condizioni ambiente è un liquido incolore, infiammabile, dall'odore estereo gradevole. È parzialmente solubile in acqua (139 g/L; ~1,54 mol/L); è molto solubile in  alcool ed etere ed è solubile in cloroformio.
Tra i suoi utilizzi figura quello come agente metilante, con il vantaggio rispetto ad altri reagenti analoghi, quali lo iodometano e il dimetilsolfato, di essere biodegradabile e molto meno tossico.

## Sintesi
Il dimetilcarbonato può essere sintetizzato facendo reagire il metanolo con fosgene o metilcloroformiato in soluzione concentrata di idrossido di sodio. Sono stati sviluppati anche altri metodi di sintesi che fanno a meno dell'utilizzo su vasta scala del fosgene, tra i quali la carbonilazione ossidativa del metanolo in presenza di CuCl quale catalizzatore, la transesterificazione tra metanolo e propilene (o etilene) carbonato, e la metanolisi dell'urea catalizzata da ossidi metallici (con formazione di un carbammato quale intermedio).

## Usi
Il dimetilcarbonato viene utilizzato in miscela con il carbonato di etilene per produrre soluzioni non acquose di elettroliti usate nelle batterie al litio. Nella sintesi organica viene utilizzato come reagente verde per la metilazione e la metossicarbonilazione: è in grado di metilare aniline, fenoli e acidi carbossilici, ma molte di queste reazioni richiedono l'utilizzo di un'autoclave. Un'alternativa si basa sull'utilizzo di DBU come catalizzatore. Viene utilizzato anche come solvente in sostituzione di solventi alogenati come il clorobenzene, ed inoltre permette di produrre policarbonato senza ricorrere al fosgene altamente tossico.